# Sagarana
Sagarana é um livro de contos publicado por João Guimarães Rosa em 1946 e cuja primeira versão foi por ele inscrita no Concurso Humberto de Campos, da livraria José Olympio, sob o título de Contos, em 1938, e que assinou sob o pseudônimo de Viator. Essa publicação foi premiada com o segundo lugar no concurso, perdendo para Maria Perigosa, de Luís Jardim.
É a primeira publicação que não foi posteriormente renegada pelo autor. Os textos exemplificam bem o estilo do autor, sua linguagem inovadora e seus temas, atrelados à vida rural de Minas Gerais. Guimarães Rosa combina e recombina habilmente as informações do meio, confundindo lugares e paisagens, mesclando o real, o imaginário e o lendário em sua obra. É um livro regionalista universalista já que suas histórias localizam-se no sertão de Minas Gerais, no entanto num contexto de questões existenciais universais.
O título da obra é um hibridismo: "saga", radical de origem germânica que significa "canto heroico", "lenda"; e "rana", palavra de origem tupi que significa "que exprime semelhança ". Assim Sagarana significa algo como "próximo a uma saga".

## Índice dos contos
O livro é composto pelos contos:
- "O Burrinho Pedrês"
- "A volta do marido pródigo"
- "Sarapalha"
- "Duelo"
- "Minha Gente"
- "São Marcos"
- "Corpo Fechado"
- "Conversa de Bois"
- "A hora e vez de Augusto Matraga"[1]

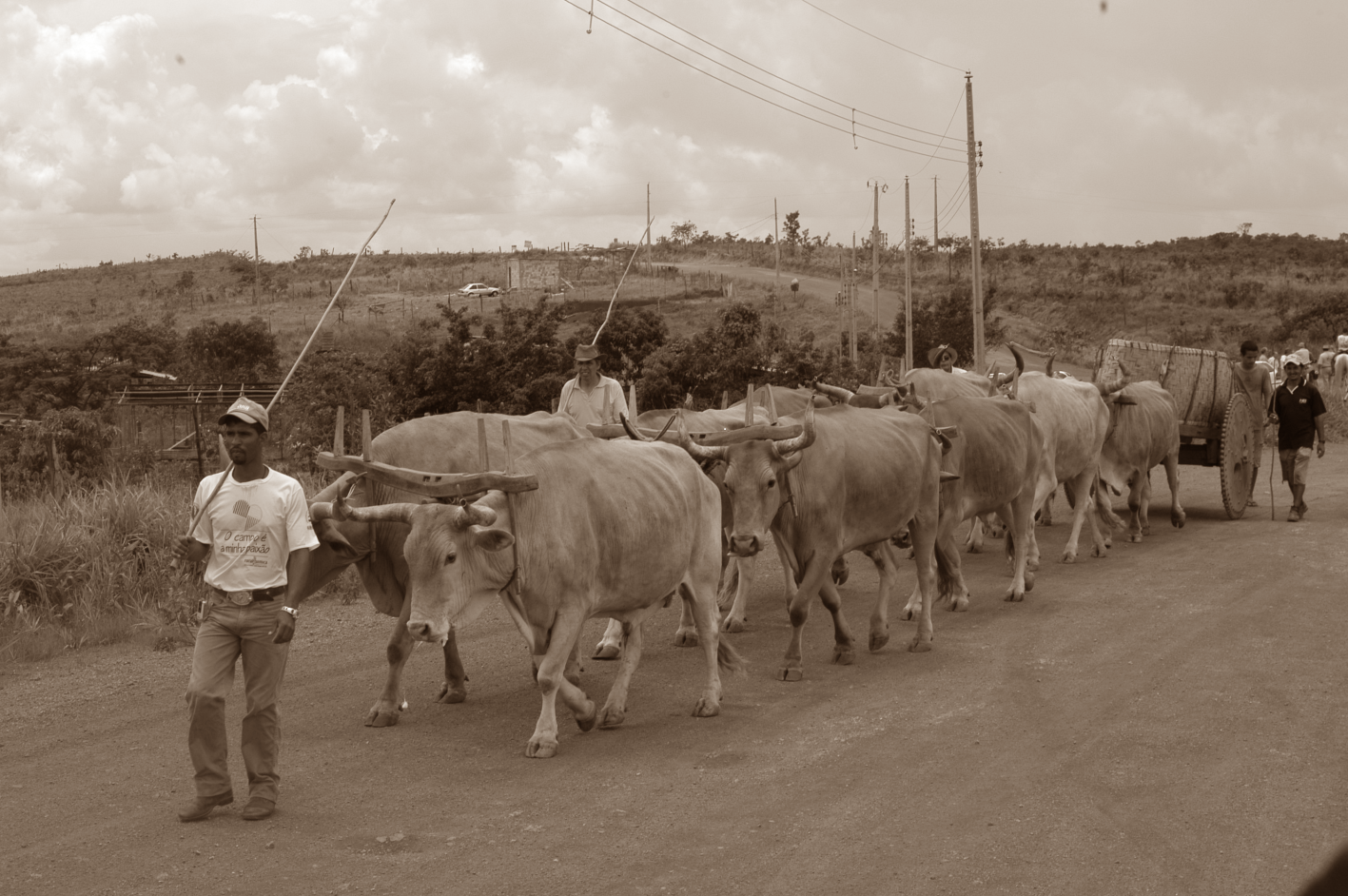
Carro de boi, com uma junta de bois a mais que no conto "Conversa de Bois".

Originalmente, o livro possuía outros três contos:
- "Questões de Família"
- "Uma História de Amor"
- "Bicho Mau"

## Características gerais da obra
Lá em cima daquela serra,

		passa boi, passa boiada,

		passa gente ruim e boa,

		passa minha namorada—  Epígrafe de Sagarana.

### Linguagem
Guimarães Rosa cria neologismos em Sagarana, utilizando-se de palavras formadas por derivações sufixal, prefixal, parassintética e também por abreviação, composição aglutinada e composição justaposta.  A obra é repleta de neologismos que se sobressaem em composições e derivações novas, além “de novos tipos de construção frasal”, ditos "neologismos sintáticos”, segundo Mattoso Câmara.
Algumas figuras de linguagem tais como: metáforas, anacoluto e silepse têm também grande destaque. Além disso, o autor faz uso de recursos melopeicos, que são únicos em sua obra. Como disse Guimarães Rosa, “as palavras têm canto e plumagem” (Borba, 1946), e, por isso mesmo, cada uma delas leva a significados diversos, ainda que essa diversidade possa ser muito sutil e só apreendida em um exercício de interpretação. Com efeito, Guimarães apela para os aspectos auditivos (“canto”) e visuais (“plumagem”), fazendo um verdadeiro arranjo sonoro com as palavras. Isso se sobressai principalmente em O Burrinho Pedrês e São Marcos.

### Fabulação

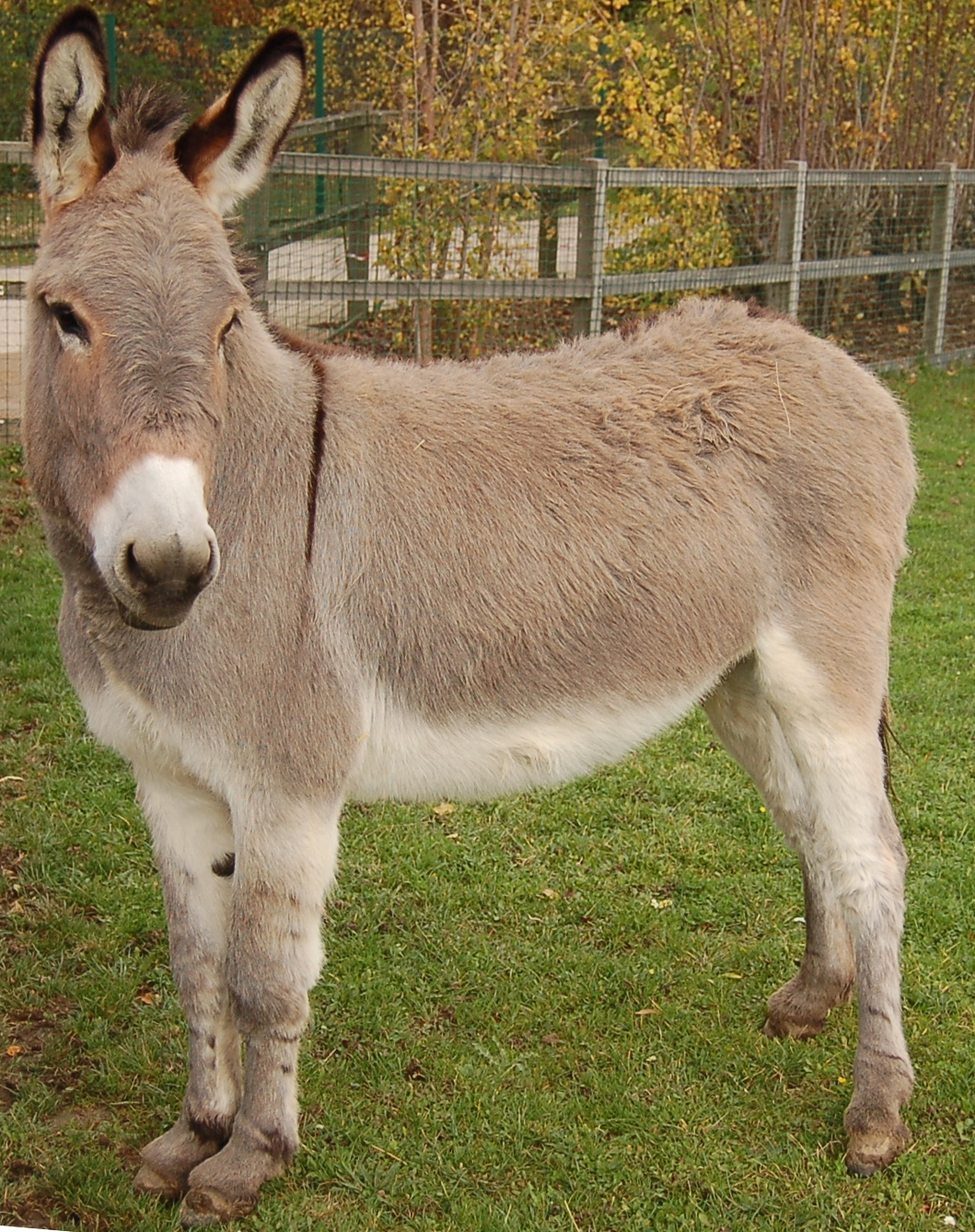
Um burrinho pedrês

É outra característica de Guimarães Rosa que se sobressai em Sagarana: o seu extraordinário poder de fabulação. Suas narrativas, repletas de incidentes, casos fantásticos e imaginários, contém às vezes mais de uma “história” dentro da “história”. É o que se pode notar, principalmente, em O Burrinho Pedrês.
De um modo geral, entretanto, esses casos secundários são postos em função do principal: têm a finalidade de comprovar ou preparar terreno para a história principal.

### Espaço e personagens
Em carta a João Condé, Guimarães Rosa (2001, p. 25) revela que Sagarana se passaria no interior de Minas Gerais, na paisagem das fazendas e vaqueiros — mundo da infância e juventude do autor.
As histórias são ligadas entre si pelo espaço em que acontecem, e captam os aspectos sociais, físicos e psicológicos do homem interiorano.

### Provérbios e quadras
É outra característica do estilo rosiano que evidencia um gosto bem popular: o gosto por ditados e provérbios, além das quadrinhas que harmonizam as noites sertanejas, sob um céu palpitante de luar e de estrelas que pululam encantadas dos sons gotejantes das melodias populares.

### Narração

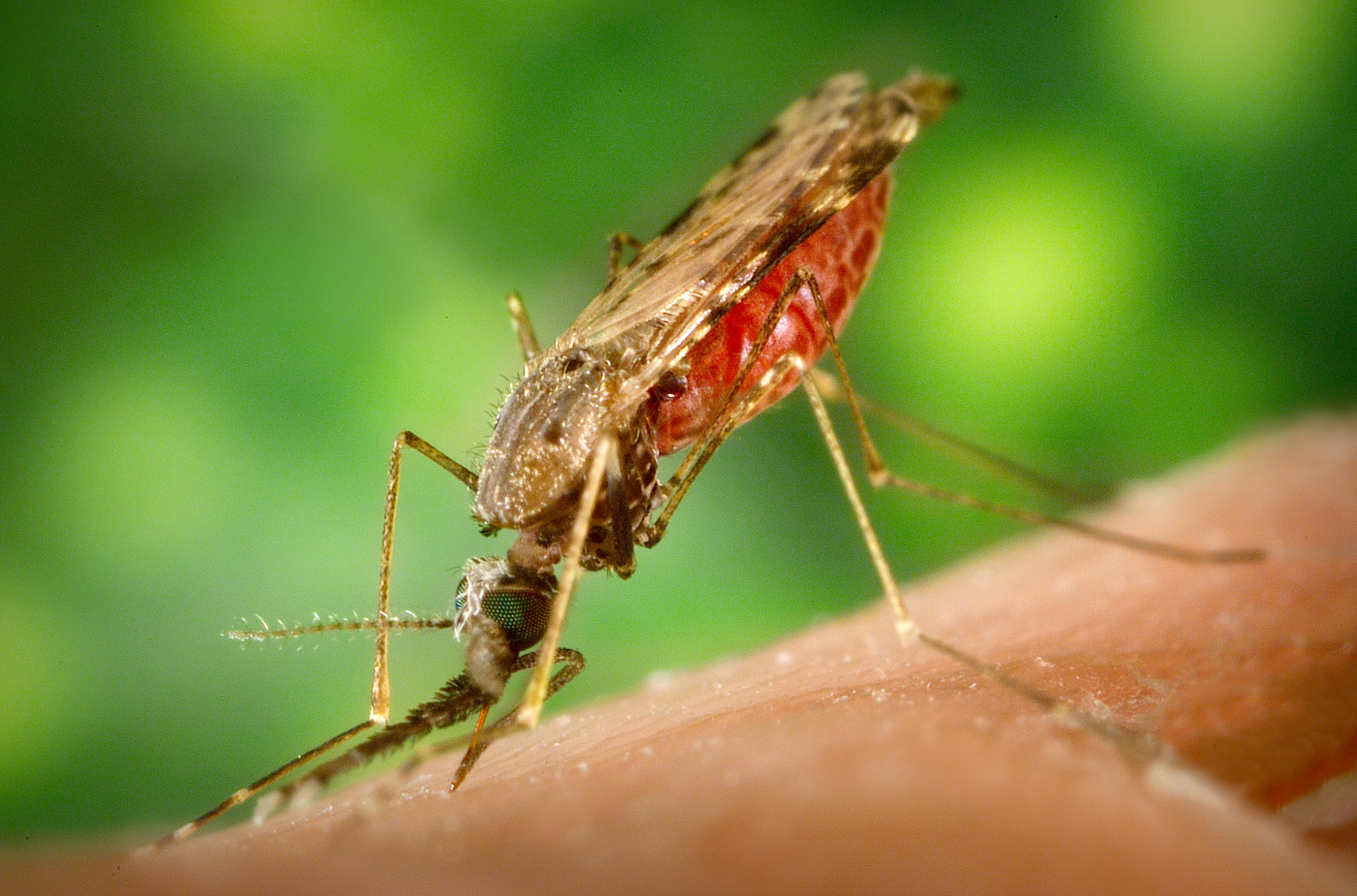
Anopheles o vetor da malária, presente no conto Sarapalha

Os contos "O Burrinho Pedrês", "A Volta do Marido Pródigo", "Sarapalha", "Duelo", "Conversa de bois" e "A hora e vez de Augusto Matraga" são narrados em terceira pessoa.
A onisciência do narrador nos contos em terceira pessoa é relativizada, acentuando a dimensão mítica, política e a alternância de focos narrativos no transcorrer do texto.
Já nos contos "São Marcos", "Minha Gente" e "Corpo Fechado" o narrador aparece em primeira pessoa, foco narrativo ilumina os passos do protagonista, mas também revela certas sutilezas que servem para esclarecer o sentido mais profundo da história.